# Tottarp
Tottarp är kyrkby i Tottarps socken och en småort i Staffanstorps kommun, Skåne län. 
I byn ligger Tottarps kyrka och en F-6 grundskola.

## Personer från orten
Den svenska dialektforskaren Ingemar Ingers är född här.